# ب‌ام‌و ۳۲۰
ب‌ام‌و ۳۲۰ (BMW 320) خودرویی است که در سال‌های ۱۹۳۷ تا ۱۹۳۸توسط ب ام و در آیزناخ و آلمان تولید شده‌است.
طراحی آن توزیع نیروی پیشران بوده‌است.
موتور آن ۱۹۷۱ سی‌سی است.